# Suite de valses (Prokófiev)

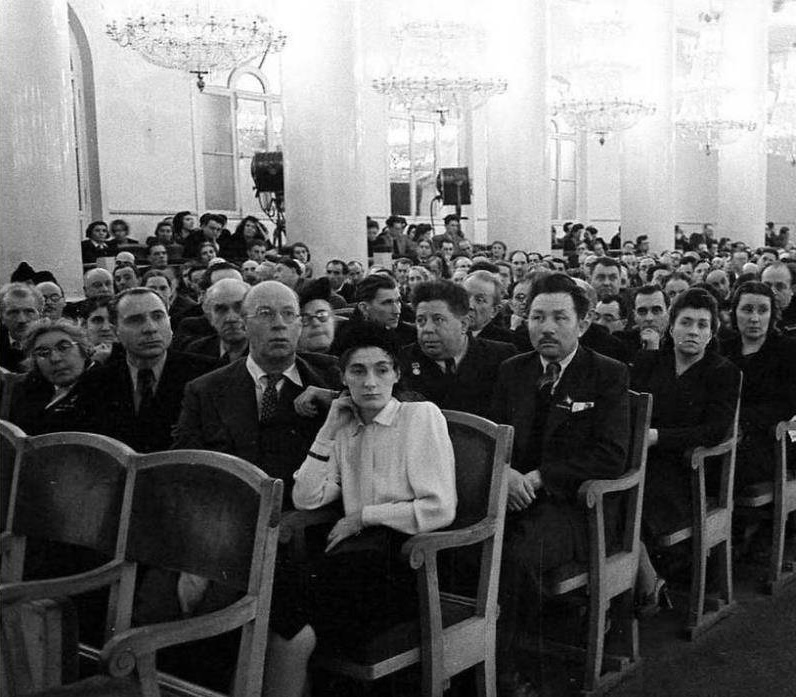
Prokófiev y su última esposa Mira Mendelson 1948

La Suite de valses, Op. 110 fue compuesta y compilada por Serguéi Prokófiev entre 1946 y 1947, durante el período posterior a la Gran Guerra Patria de la Unión Soviética.

## Historia
Al crear esta obra orquestal para la sala de conciertos, el compositor se basó en los valses que había escrito previamente para tres de sus obras más recientes para el teatro y el cine: la ópera Guerra y paz (terminada alrededor de 1944 pero aún no estrenada en ese momento); el ballet Cenicienta (estreno teatral, 1945) y, por último, su música para la película soviética Lermontov de 1943, de Albert Gendelshtein y Konstantin Paustovsky.

## Estructura
La Suite de Valses consta de seis movimientos o valses:
1. Desde que nos conocimos, de Guerra y paz
2. En el palacio, de Cenicienta
3. Mephisto Waltz, de Lermontov
4. Fin del cuento de hadas, de Cenicienta
5. Baile de Nochevieja, de Guerra y Paz
6. Felicidad, de Cenicienta

## Estreno
El estreno de la obra fue dirigido por el propio compositor el 13 de mayo de 1947 en Moscú.
La primera interpretación en Norteamérica tuvo lugar en Kansas City, Misuri, el 2 de diciembre de 1958, más de cinco años después de la muerte del compositor.

## Grabaciones
Entre las grabaciones de la Suite de valses publicadas en disco compacto destacan las de:
- Marin Alsop, Orquesta Sinfónica del Estado de São Paulo (Naxos).
- Neeme Järvi, Orquesta Nacional de Escocia (Chandos).
- Theodore Kuchar, Orquesta Sinfónica Nacional de Ucrania (Naxos).
- Gennady Rozhdestvensky, Orquesta Sinfónica de la Radio de Moscú (Revelación Rusa).
- Hans Schwieger, Filarmónica de Kansas City (Varèse Sarabande).
- Alexander Titov, Orquesta Filarmónica de San Petersburgo (Beaux Authentics).